# Iar
Iar (Hebreeuws: אִייָּר) is de achtste maand van het joodse jaar en telt 29 dagen.
Deze maand valt ongeveer samen met de tweede helft van april en de eerste helft van mei van de algemene of gregoriaanse kalender.
De uitspraak ervan is niet 'ij-ar' maar 'i-jar'.
Drie feest- en gedenkdagen vallen in de maand iar:
- 4 iar - Jom Hazikaron, dag waarom de Israëlische slachtoffers van alle Israëlische oorlogen alsmede die die zijn omgekomen door terroristische acties worden herdacht
- 5 iar - Jom Haätsmaoet, onafhankelijkheidsdag van de staat Israël
- 18 iar - Lag Baomer, de 33ste dag van de Omertelling
- 28 iar - Jom Jeroesjalajiem, de viering van de hereniging van Jeruzalem